# Департамент по правосъдие на САЩ
Департамент по правосъдие на САЩ (на английски: United States Department of Justice или Justice Department) е департамент (министерство) на федералното правителство на САЩ, чиито функции са контрол за изпълнение на законите и осигуряване на честен и безпристрастен съд. Оглавява се от Главен прокурор на САЩ, който се избира от Сената по предложение на президента и член на кабинета. Сегашният Главен прокурор (министър на правосъдието) е Ерик Холдър. На департамента са подчинени федерални право-охранителни органи като Федералното бюро за разследване, Маршалската служба на Съединените щати, Федералната агенция за борба с нарко-трафика (DEA) и Федералната агенция по алкохола, тютюна и огнестрелните оръжия (ATF).

## История
Първоначално службата "Главен прокурор" е учредена по силата на Закона за съдебната власт от 1789 г. за едно лице на непълна заетост, но постепенно се разраства с бюрокрацията. В определен период от време Главният прокурор е предоставял правни съвети на Конгреса на САЩ, както и на президента, но тази практика се преустновява към 1819 г., поради голямата натовареност.

## Сграда
Сградата на министерството е построена през 1935 година по планове на Милтон Бенет Медари. Самият Медари умира шест години по-рано, като проекта е довършен от другите партньори в архитектурното бюро. Зданието се намира в т.нар. Федерален Триъгълник (на английски: Federal Triangle) между авенютата Конститюшън и Пенсивланя както и между Девета и Десета улица. Общата площ е 110 000 квадратни метра.. През 2001 година сградата бива кръстена на някогашния главен прокурор на САЩ Робърт Кенеди.